# Melozone kieneri
Melozone kieneri là một loài chim trong họ Emberizidae.